# Eldingen
Eldingen est une commune de l'arrondissement de Celle (Land de Basse-Saxe, Allemagne).

## Géographie

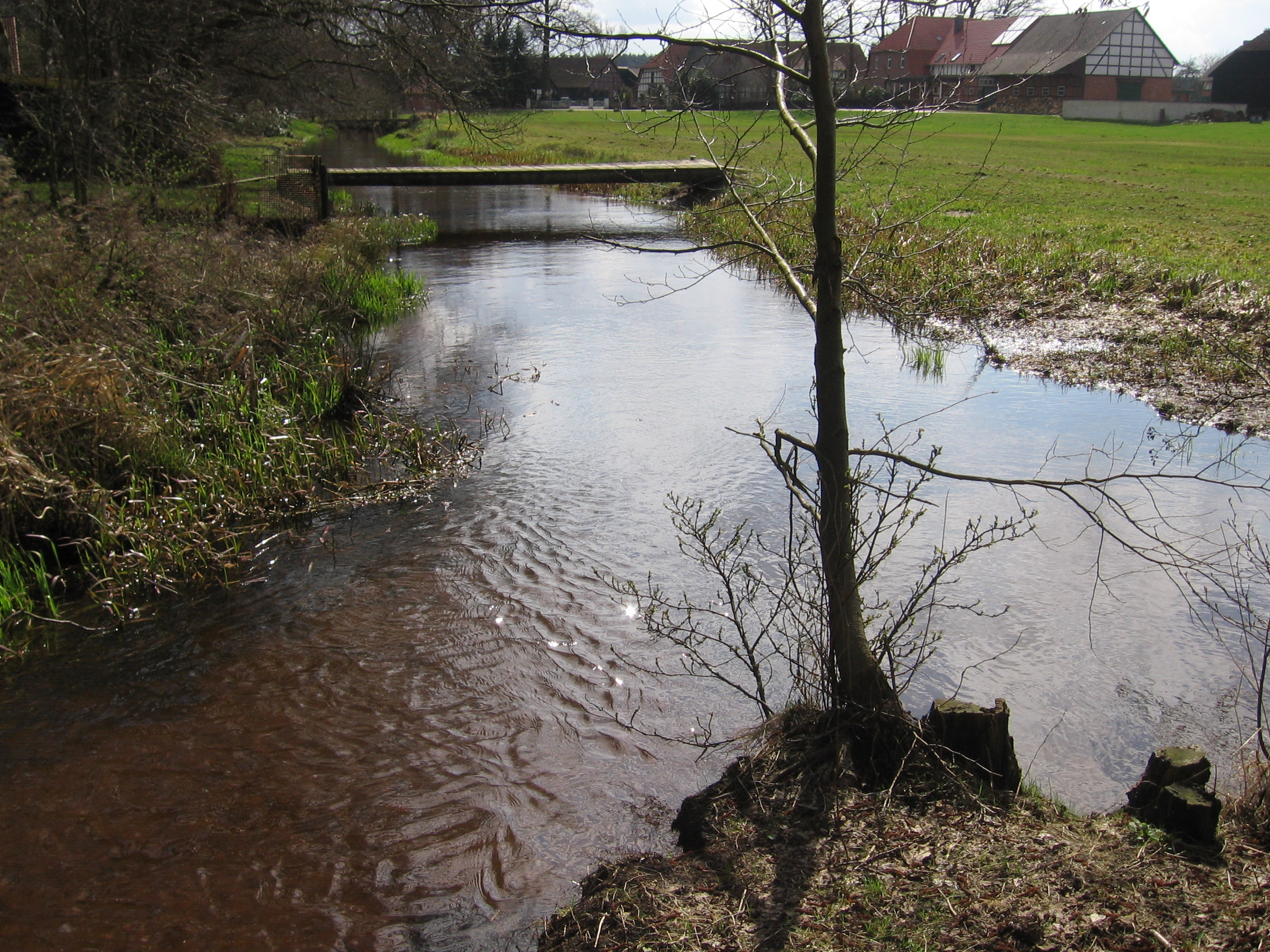
Schmalwasser

La commune est traversée par le Lutter (de) où se jettent le Schmalwasser (de) et le Köttelbeck (de), et au sud par le Lachte (de).
| Höfer        | Scharnhorst | Groß Oesingen |
| Beedenbostel | Eldingen    | Steinhorst    |
| Lachendorf   | Hohne       | Ummern        |

Les quartiers d'Eldingen sont Eldingen, Bargfeld, Grebshorn, Heese, Hohnhorst, Luttern, Metzingen, Wohlenrode, Ziegelei.

## Histoire
La première mention écrite d'Eldingen date de 1231 sous le nom de "Elthinge".
En 1543, le village devient protestant. Il se fait piller de nombreuses fois sans toutefois subir de grands dommages durant la guerre de Trente Ans. En 1668, une "Schweinekrieg" ("guerre du cochon") avec le village voisin de Steinhorst fait un mort.
Le 1er octobre 1890, le village est ravagé par un incendie.
En 1943, de nombreux réfugiés des bombardements de Hambourg arrivent au village alors qu'il ne reste plus que 46 habitants. En 1945, Friedrich Knoop empêche la destruction du pont sur le Lutter par le Volkssturm. Arrivent ensuite de nombreux réfugiés de l'après-guerre.

## Monuments

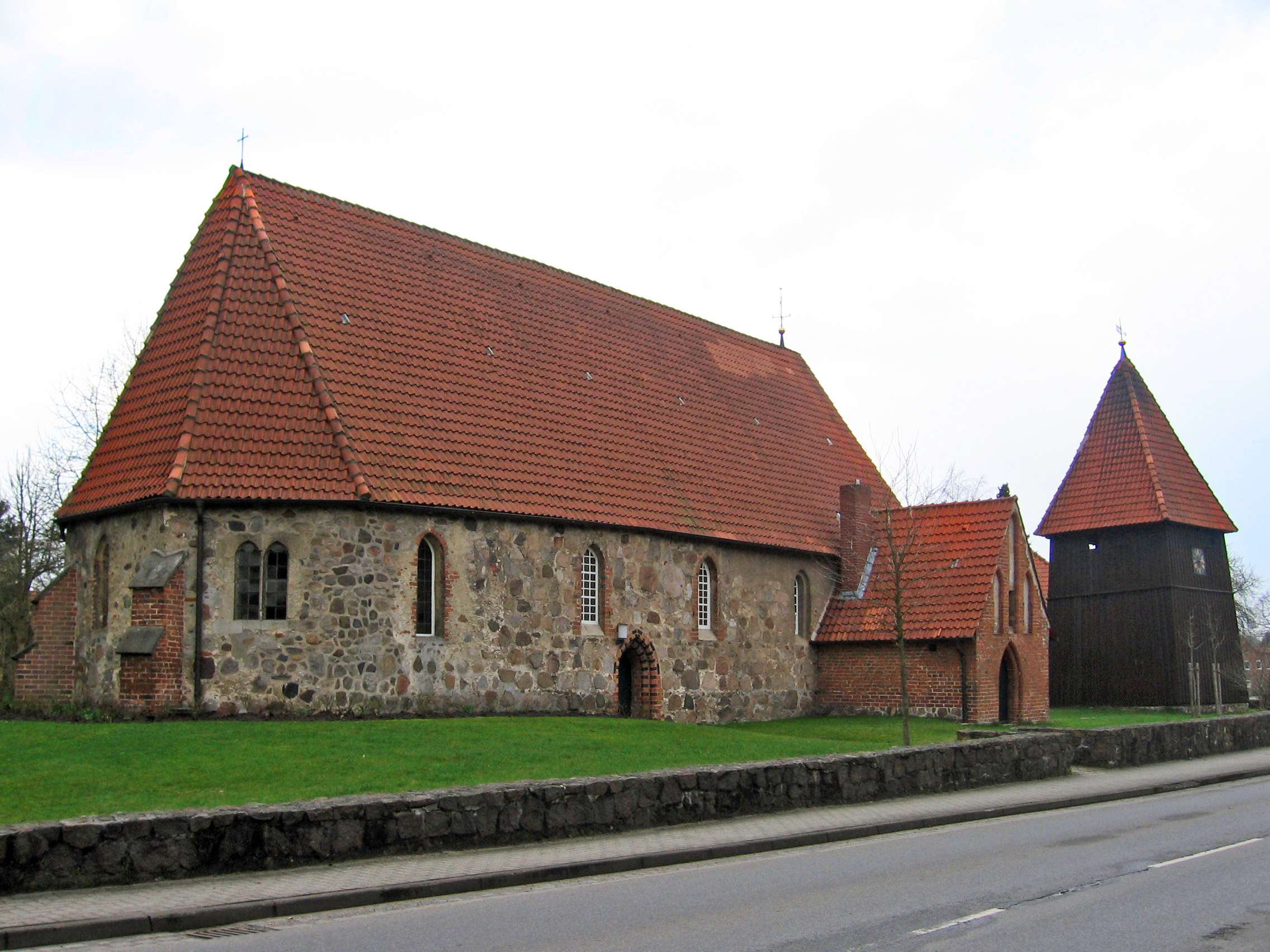
Église Sainte-Marie

L'église Sainte-Marie et son clocher datent du XIVe siècle. À l'intérieur se trouvent un fonds baptismal du XIIIe et un autel du XVe.
Le château est construit en 1904 dans le style néo-baroque par Walther Johannes von Caron. Il servit de décor en août et septembre 2008 au film Berlin 36 (de). Il reçoit aujourd'hui des réceptions et des expositions.

## Personnalités liées à la commune
- Heinrich Severloh, soldat de la Seconde Guerre mondiale, surnommé «la bête d'Omaha Beach».
- L'écrivain Arno Schmidt a vécu longtemps dans le quartier de Bargfeld où un musée lui est consacré.
- L'artiste Kurt Mühlenhaupt (de)

## Source, notes et références
- (de) Cet article est partiellement ou en totalité issu de l’article de Wikipédia en allemand intitulé « Eldingen » (voir la liste des auteurs).

1. ↑  http://www.schloss-eldingen.com/ Site officiel du château (de)